# Galium caprarium
Galium caprarium är en måreväxtart som beskrevs av Natali. Galium caprarium ingår i släktet måror, och familjen måreväxter. Inga underarter finns listade i Catalogue of Life.